# Óró sé do bheatha abhaile
Óró, sé do bheatha abhaile o también llamada Óró, sé do bheatha 'bhaile (en AFI [ˈoːɾˠoː ʃeː d̪ˠə ˈvʲahə ˈwalʲə]) es una canción tradicional irlandesa que llegó a ser conocida como canción rebelde a principios del siglo XX. Óró es una onomatopeya de alegría, mientras sé do bheatha 'bhaile significa "eres bienvenido a casa".

## Historia
Al igual que muchas canciones populares, los orígenes de esta canción son difíciles de encontrar. Aunque la melodía se parece a la canción marinera inglesa del siglo XIX " Drunken Sailor ", se pueden identificar varias versiones de la melodía y el coro irlandeses.
En 1884, Francis Hogan de Brenormore, cerca de Carrick-on-Suir, que entonces tenía más de setenta años, informó que "esta canción solía tocarse en el 'Hauling Home', o cuando la esposa volvía a casa". El "regreso a casa" era una ceremonia que tenía lugar un mes después de la boda, cuando la novia era llevada a vivir a la casa de su nuevo marido. Esta versión consta únicamente del coro. 
Énrí Ó Muirġeasa también grabó un estribillo similar en 1915 de la , Baronía de Farney "pero la canción a la que pertenecía se perdió antes de mi tiempo". No se menciona "regresar a casa" y el verso que P. W. Joyce da como thá tu maith le rátha (en irlandés, "estás feliz con la prosperidad [que te espera]") es en cambio Tá tú amuiġ le ráiṫċe (en irlandés, "has estado fuera tres meses").
Esta canción también se ha asociado con la causa jacobita, ya que la versión tradicional menciona Séarlas Óg (joven Carlos), en referencia a Bonnie Prince Charlie y que data la canción del tercer levantamiento jacobita de 1745-1746.  
La melodía aparece como el número 1425 en The Complete Collection of Irish Music (1855) de George Petrie bajo el título Ó ro! 'sé do ḃeaṫa a ḃaile (en escritura moderna: Ó ro! 'sé do bheatha a bhaile) y está marcado como "Marcha de clanes antiguos". También se puede encontrar en el número 983 (también marcado como "Marcha del Clan Antiguo") y como fragmento en el número 1056, titulado "Bienvenido a casa, Príncipe Charley". 
A principios del siglo XX, recibió nuevos versos del poeta nacionalista Patrick Pearse y fue cantada a menudo por miembros de los Voluntarios Irlandeses durante el Levantamiento de Pascua. También se cantó como marcha rápida durante la Guerra de Independencia de Irlanda . 
Desde 1916, también se conoce con otros nombres, entre ellos, Dord na bhFiann (en irlandés la llamada de los guerrero) o An Dord Féinne. El último título está asociado con Pearse en particular, ya que los Voluntarios Irlandeses cantaron la canción durante el Levantamiento de Pascua . Esta versión presenta a la pirata o "Gran Guerrera del Mar" Grace O'Malley, una formidable fuerza en la costa oeste de Irlanda a finales del siglo XVI. Pearse demuestra su conocimiento de la versión jacobita en el modo en que la adapta a la nueva causa independentista. Enfatiza el carácter irlandés de los luchadores al sustituir a la nativa Grace por el extranjero Príncipe Charlie y cambiar a Béidh siad leis-sean Franncaigh is Spáinnigh (Serán antiguos franceses y españoles) a Gaeil féin 's ní Francaigh ná Spáinnigh (Irlandés y no francés ni español).

## Grabaciones
La canción fue grabada por The Dubliners en su álbum de 1987 25 Years Celebration, por Cruachan en su álbum de 1995 Tuatha na Gael y por Sinéad O'Connor en su álbum de 2002 Sean-Nós Nua, así como en su álbum de 2003 She Who Dwells in the Secret Place of the Most High Shall Abide Under the Shadow of the Almighty .

## Letra

### Versión original
Óró, sé do bheatha a bhaile, is fearr liom tú ná céad bó bainne:

Óró, sé do bheatha a bhaile, tha tu maith le ratha.
Oro, bienvenido a casa, prefiero tenerte a ti antes que a cien vacas lecheras:

Oro, bienvenido a casa, eres feliz con la prosperidad (que te espera).

### Versión jacobita
Chorus:

Óró, sé do bheatha 'bhaile,

Óró, sé do bheatha 'bhaile,

Óró, sé do bheatha 'bhaile

Anois ar theacht an tsamhraidh.

A Shéarlais Óig, a mhic Rí Shéamais

'Sé mo mhór-chreach do thriall as Éirinn

Gan tuinnte bróig' ort, stoca nó leinidh

Ach do chascairt leis na Gallaibh

Chorus

'Sé mo léan géar nach bhfeicim

Mur mbéinn beo 'na dhiaidh ach seachtain

Séarlas Óg is míle gaiscidheach

Ag fógairt fáin ar Ghallaibh

Chorus

Tá Séarlas Óg ag triall thar sáile

Béidh siad leisean, Franncaigh is Spáinnigh

Óglaigh armtha leis mar gharda

'S bainfidh siad rinnce as éiricigh!

Chorus
Estribillo:

Oh-ro, eres bienvenido a casa,

Oh-ro, eres bienvenido a casa,

Oh-ro, eres bienvenido a casa,

¡Ahora que llega el verano!

El joven Carlos, hijo del rey Jaime

Es una gran pena tu exilio de Irlanda

Sin hilo de zapato, calcetines ni camisa

Derrocado por los extranjeros

estribillo

¡Ay de mí, no lo veo!

Si después de eso viviera sólo una semana

El joven Carlos y mil guerreros

Desterrando a todos los extranjeros

estribillo

El joven Carlos viene por el mar

Estarán con él, franceses y españoles

Voluntarios armados con él como guardia

¡Y harán bailar a los herejes!

estribillo

### Versión de Patrick Pearse
Chorus

Óró, sé do bheatha 'bhaile,

Óró, sé do bheatha 'bhaile,

Óró, sé do bheatha 'bhaile

Anois ar theacht an tsamhraidh.

'Sé do bheatha, a bhean ba léanmhar,

Do b' é ár gcreach tú bheith i ngéibheann,

Do dhúiche bhreá i seilbh méirleach,

Is tú díolta leis na Gallaibh.

Chorus

Tá Gráinne Mhaol ag teacht thar sáile,

Óglaigh armtha léi mar gharda,

Gaeil iad féin is ní Gaill ná Spáinnigh,

Is cuirfidh siad ruaig ar Ghallaibh.

Chorus

A bhuí le Rí na bhFeart go bhfeiceam,

Mura mbeam beo ina dhiaidh ach seachtain,

Gráinne Mhaol agus míle gaiscíoch,

Ag fógairt fáin ar Ghallaibh.

Chorus
Estribillo:

Oh-ro, eres bienvenida a casa,

Oh-ro, eres bienvenida a casa,

Oh-ro, eres bienvenida a casa...

¡Ahora que llega el verano!

Bienvenida, oh mujer que fuiste tan afligida,

Fue nuestra ruina que estuvieras en esclavitud,

Nuestra hermosa tierra en posesión de ladrones...

¡Y la vendiste a los extranjeros!

Estribillo

Gráinne O'Malley viene por el mar,

Guerreros armados junto con ella como su guardia,

Son gaélicos, no invasores [británicos] ni españoles...

¡Y derrotarán a los extranjeros!

Estribillo

Quiera el Rey de los Milagros que podamos ver,

Aunque vivamos una semana una vez más,

Gráinne Mhaol y mil guerreros...

¡Dispersando a los extranjeros!

Estribillo